# شتورم بانزرفاجن أوبا شليزين
Sturmpanzerwagen Oberschlesien («العربة الهجومية المدرعة سيليزيا العليا» (بالألمانية: der Sturm)‏ العاصفة والهجوم. (بالألمانية: der Panzer, gepanzert)‏ الدروع المدرعة. (بالألمانية: der Wagen)‏ مشروع دبابة ألمانية في الحرب العالمية الأولى. كان تصميمًا جذريًا لدبابة هجومية مدرعة سريعة الحركة.
تضمن أوبا شليزين مسارًا تم وضعه تحت الدبابة ولفه حوالي نصفه فقط. ضحى التصميم بالدروع من أجل السرعة ولم يتطلب سوى محرك بقوة 180   حصان للجسم 19 طنًا، مما يمنحه سرعة أرضية متوقعة تبلغ 16 كيلومتر في الساعة (9.9 ميل/س) .
تتميز الدبابة بميزات متقدمة مثل التسلح الرئيسي المثبت على أعلى الدبابة في برج دوار دوار مركزي، ومنافسة منفصلة ومقصورات المحرك، ومحرك مثبت في الخلف ومسار منخفض.

## التاريخ
في نهاية الحرب العالمية الأولى كان من الواضح أن الدبابة الألمانية العاملة الوحيدة، إيه7في، كانت مكلفة للغاية لإنتاجها ولديها طاقم كبير جدًا. لذلك، تقرر أن هناك حاجة إلى دبابة أخف يمكن أن تقود الاعتداءات والتي يمكن أن يتم إنتاجها بكميات كبيرة.
قدمت ثلاث عشرة شركة عرضًا للعقد وفي منتصف عام 1918، تم تعيين تصميم الكابتن مولر لتصميم Oberschlesien Eisenwerk لغليفيتسه، والذي أكمل جزئيًا نموذجين أوليين بحلول أكتوب. حصل المشروع على الاسم المستعار Oberschlesien (سيليزيا العليا).
لم يتم الانتهاء من نماذج الاختبار المطلوبة، ولا "Oberschlesien II" المحسنة المخطط لها قبل نهاية الحرب.